# Arbitre (hockey sur glace)
Pour les articles homonymes, voir Arbitre et Arbitre sportif.
Au hockey sur glace, les arbitres sont en général au nombre de trois sur la glace, on parle alors de système à trois : un arbitre principal (appelé head en Europe) et deux juges de lignes. Cependant, il existe également le système à deux, utilisé dans les ligues mineures, ou à quatre, utilisé dans la Ligue nationale de hockey (LNH) ou les compétitions majeures de l'IIHF.

## Rôles

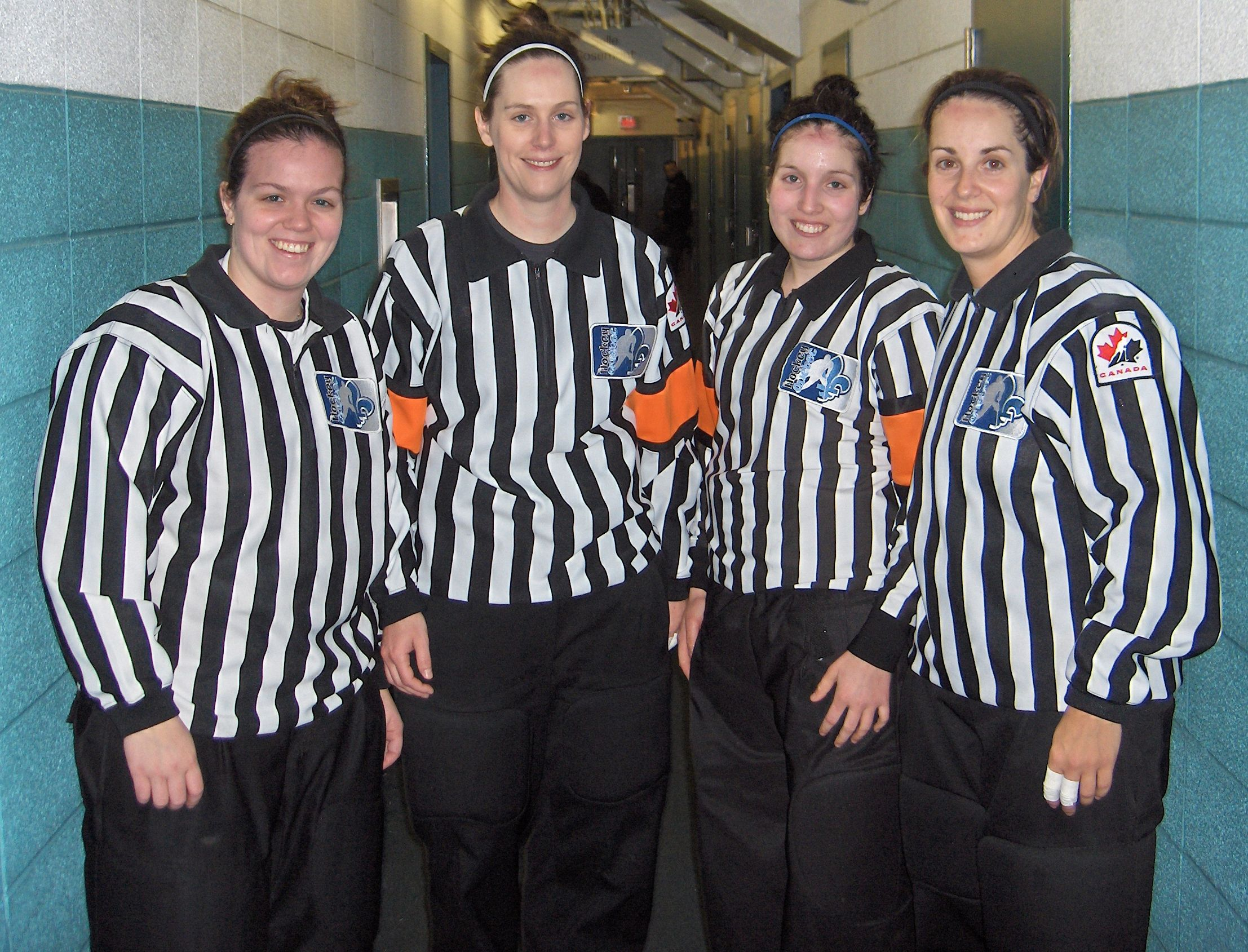
Système à quatre deux arbitres et deux juges de lignes pour un match Montréal-Burlington dans la LCHF.

Dans certaines ligues, comme cité ci-dessus, il est possible de ne voir que deux arbitres. Ces deux arbitres se partagent le rôle d'un arbitre principal et également celui des juges de lignes. Dans le cas d'un système à quatre, les deux arbitres principaux ont le même statuts et aucun des deux ne peut être considéré comme supérieur.

### Avant le match
L'arbitre doit s'assurer avant le match que toutes les conditions de jeu sont réunies, en contrôlant des documents administratifs (assurance, etc) ainsi que les effectifs de chaque équipe. Aidé des juges de lignes, l'arbitre principal contrôle également l'équipement : les filets, l'ancrage des cages, les bandes de la patinoire, l'état de la glace, etc.

### Pendant le match

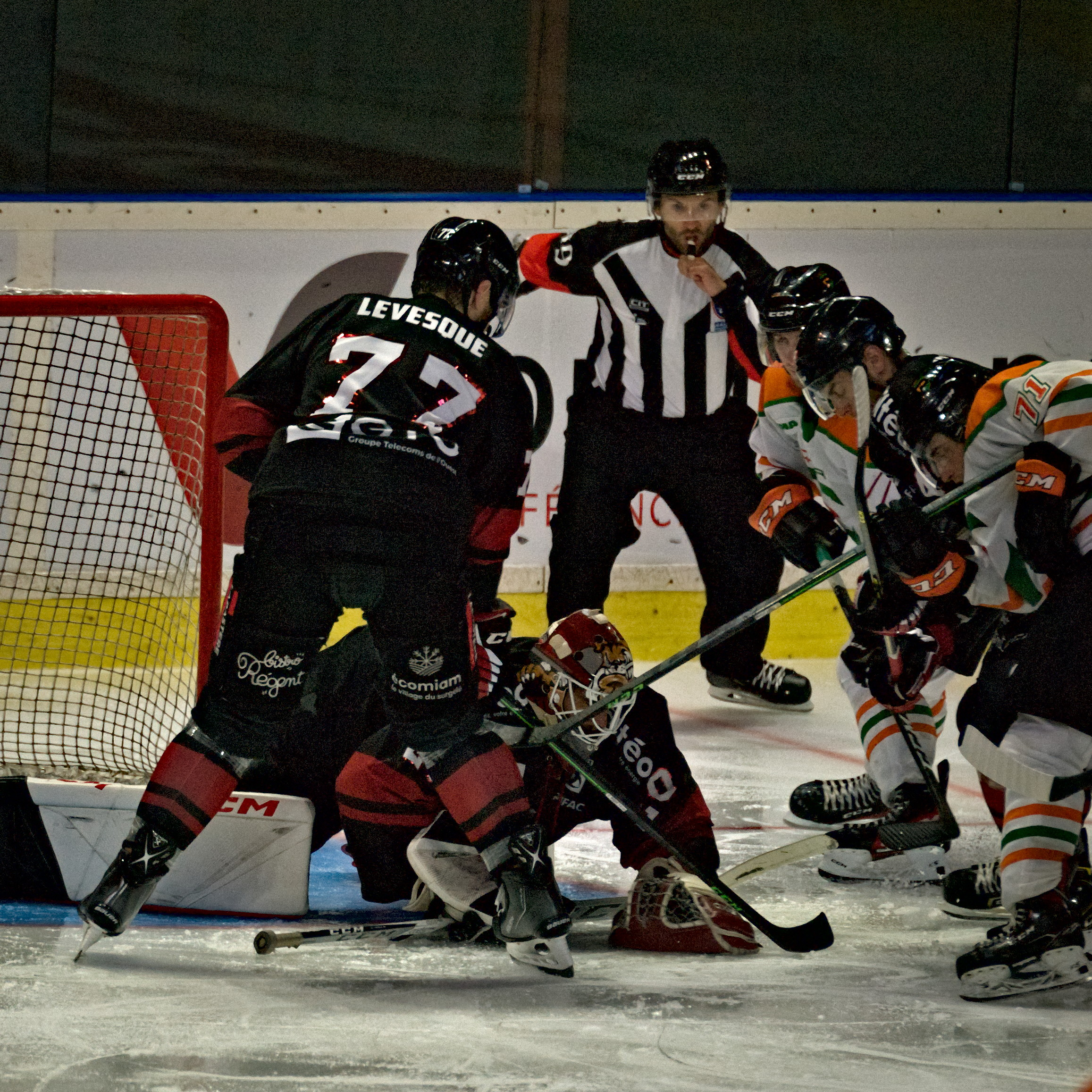
Arbitre principal qui siffle pour arrêter le jeu après que le gardien a gelé la rondelle

L'arbitre principal veille au bon déroulement du match et doit aussi assurer la sécurité de toutes les personnes prenant part à la partie (joueurs, entraîneurs, officiels). Il veille au signalement des pénalités qu'il doit également transmettre à la table de marque (composés d'officiels divers). L'arbitre est chargé d'arrêter le jeu en cas de pénalités, lorsqu'un but est marqué ou si le palet (ou rondelle) est injouable (hors limites ou « gelé » par le gardien de but).
Les deux juges de lignes qui l'assistent ont la responsabilité des fautes de lignes, c'est-à-dire les hors-jeu et dégagements interdits ainsi que les engagements à l'exception du démarrage de période ou suivant un but. Ils peuvent également arrêter le jeu (par exemple : changement incorrect de gardien). Ces trois arbitres sont sur la glace et participent au jeu : médiation avec les joueurs, explication de règles ou encore séparation de bagarre. Même si les interventions des juges de lignes n’entrainent pas de sanctions, l'arbitre principal les consulte pour utiliser leur appréciation du jeu qui s'est déroulé avant d'appeler une pénalité.
En cas d'incapacités pour l'arbitre principal à terminer la rencontre (blessure par exemple) ce sont les juges de lignes qui le remplaceront.

## Équipement
Ils sont vêtus de patins, d'un pantalon noir, d'une chemise rayée verticalement noire et blanche (d'où leur surnom de zèbres), d'un casque avec une demi-protection faciale et d'un sifflet à anneau pour doigts.
L'arbitre principal porte un brassard rouge ou orange à chaque bras. À l'arrière de son maillot, l'arbitre comme les juges de lignes sont identifiés par un numéro et le logo de la ligue peut être apposé à l'avant ou sur le bras de celui-ci.

## Gestes
Pour annoncer les pénalités à la table de marque et au public, l'arbitre utilise plus de 28 gestes différents.

### Pénalités

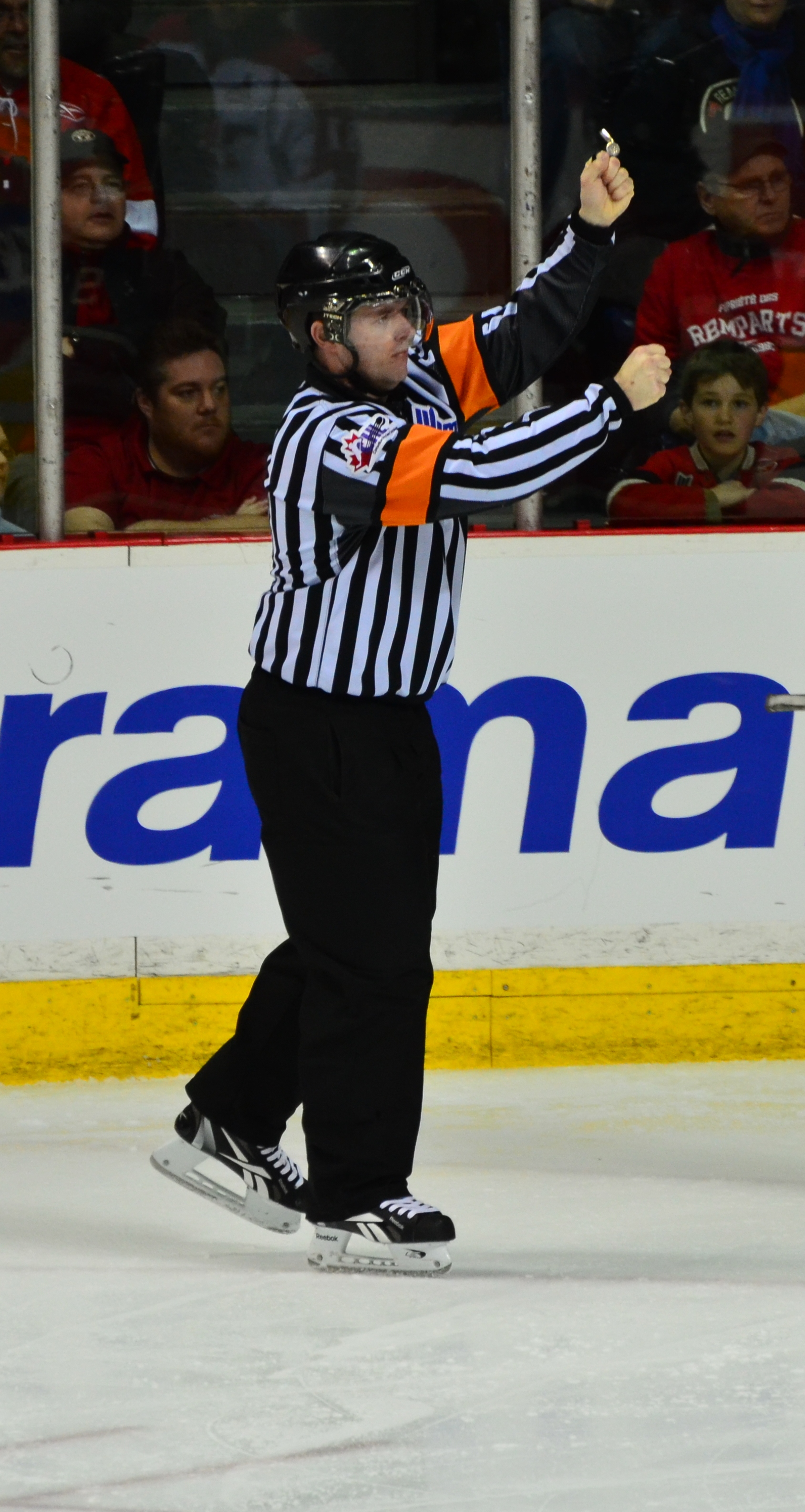
Un arbitre signale une crosse haute lors d'un match de LHJMQ.

tir de pénalitébras croisé au-dessus de la tête ou pointer le centre de la patinoire.
AccrocherMouvement de va-et-vient avec les 2 bras comme pour attirer quelque chose sur sa poitrine
Charge contre la bande ou donner de la bandeDevant le torse, pousser un poing serré d'une main sur la paume ouverte de l'autre main
Charge incorrecte ou AssautTourner les poings fermés l'un sur l'autre devant la poitrine
Charge dans le dos ou Mise en échec par derrièreMain ouverte à hauteur du plexus solaire, doigt vers le haut, serrés et parallèles au corps, coude légèrement pliés, avant-bras parallèle à la surface de jeu
Charge à la tête ou Mise en échec à la têteMain ouverte et placé à la hauteur de la tête sur le côté.
Charge avec la crosse ou Double-échecMouvement d'extension des avant-bras
Cinglage ou Coup de bâtonMouvement de couper fait avec la tranche de la main sur l'autre avant-bras
Coup de coude ou donner du coudeTapoter le coude avec la main, bras plié
Coup de genou ou donner du genouFrapper un genou avec la paume de la main
Crosse haute ou bâton élevéTenir les 2 poings fermés l'un sur l'autre, à la hauteur des épaules
Dureté excessive ou RudessePoing fermé et bras tendu
Faire trébucherTaper la jambe droite avec la tranche de la main droite sous le genou
Méconduite ou Inconduite, attitude antisportiveGeste des deux mains sur les hanches
ObstructionMettre les bras en croix, poings fermés sur la poitrine
Pénalité de match
Frapper le sommet du casque avec le plat de la main (Pour la Suisse, ce geste ne se fait plus, il est simplement annoncé au chronométreur et aux personnes officiels du jeu)
Pénalité différéeBras levé et tendu
Piquage ou DarderLes deux mains dans un geste de tenir le manche, placées devant le corps, laissés sur le côté du corps avec un geste de piquage vers l'avant
Retenir la protection facialeSerrer le poing devant le visage, paume faisant face au visage et le baisser d'un coup sec (ne figure plus dans le livre des règlements de Hockey Canada  mineur et professionnel  est remplacé par rudesse).
RetenirDevant le torse, agripper le poignet d'une main avec l'autre main
Harponner ou pousser avec l'extrémité supérieure du manche de la crosseMouvement de croisement des bras placés l'un sous l'autre
SurnombreIndiquer le chiffre 6 avec ses mains

### Autres
ButDésigner l'intérieur du but
Dégagement interdit ou Dégagement refusé / Hors-jeu à retardementLe juge de ligne placé à l'arrière lève le bras pour signaler le dégagement interdit, le juge de ligne avant patine en direction de la zone d'attaque et siffle lorsque le palet franchit la ligne de but. Le juge de ligne arrière fait le signal du dégagement interdit (bras croisés à la hauteur des épaules) puis patine en direction du point d'engagement en zone de défense. Le juge de ligne avant vient prendre la place de son collègue et procède à l'engagement.
Hors-jeuBras tendu vers le haut au-dessus de l'épaule. Lors d'un hors-jeu, l'arbitre siffle et, avec son bras tendu à l'avant, s'avance en longeant la ligne bleue.
Refus, refuser un but ou réfuter un dégagement ou un hors-jeuMouvement de balayage exécuté avec les deux bras devant le corps à la hauteur des épaules, paumes tournées vers le bas
Temps mort / Conduite antisportiveFormer un « T » avec les deux mains tenues devant la poitrine
Passe avec la mainMain ouverte et bras placés contre le corps et jetés en avant puis vers le haut, paume vers le ciel